# Ягодне сільське поселення (Асінівський район)
Я́годне сільське поселення (рос. Ягодное сельское поселение) — сільське поселення у складі Асінівського району Томської області Росії.
Адміністративний центр — село Ягодне.
Населення сільського поселення становить 1291 особа (2019; 1454 у 2010, 1588 у 2002).

## Склад
До складу сільського поселення входять:
| Населений пункт         | Населення, осіб (2002) | Населення, осіб (2010) |
| ----------------------- | ---------------------- | ---------------------- |
| Больше-Жирово, присілок | 41                     | 29                     |
| Латат, присілок         | 113                    | 83                     |
| Мало-Жирово, присілок   | 464                    | 436                    |
| Цвітковка, село         | 211                    | 153                    |
| Ягодне, село            | 759                    | 753                    |